# Firebrand
Firebrand är en brittisk historisk dramafilm från 2023. Filmen är regisserad av Karim Aïnouz, med manus skrivet av Henrietta Ashworth och Jessica Ashworth, baserad på romanen Queen's Gambit av Elizabeth Fremantle.
Filmen hade världspremiär på Filmfestivalen i Cannes den 21 maj 2023.

## Rollista (i urval)
- Alicia Vikander – Katarina Parr
- Jude Law – Henry VIII
- Sam Riley – Thomas Seymour
- Eddie Marsan – Edward Seymour
- Simon Russell Beale – Stephen Gardiner
- Erin Doherty – Anne Askew
- Bryony Hannah – Ellen
- Patsy Ferran – Maria I
- Junia Rees – Elisabet I
- Amr Waked – Dr. Mulay Al-Farabi

## Produktion
Filmen tillkännagavs på American Film Market 2021. Karim Aïnouz skulle regissera, med Michelle Williams och Jude Law i huvudrollerna. I mars 2022 gick Alicia Vikander med i rollistan och ersatte Williams.
Inspelningarna av filmen pågick från april 2022 till juni samma år i Bakewell, Derbyshire.